# Lễ hội Cầu mùa (người Dao)
Lễ hội Cầu mùa là một lễ hội của người Dao Tuyển. Đây là nét văn hóa truyền thống tốt đẹp của người Dao Tuyển, không cầu kỳ nhưng mang nhiều yếu tố tâm linh sâu sắc của cả cộng đồng.

## Chuẩn bị tổ chức
Trước khi mở hội người già trong bản, phân công là những người có uy tín, người cao tuổi làm bàn thờ cho ngày lễ. Cột bàn thờ được làm bằng bốn cây gỗ, xung quanh đan bằng nan nứa, phía bên trong đặt ba ống bầu to dùng làm bát hương. Ba bát hương đó thể hiện có trời có đất có con người, trong có đặt một ít tiền vàng mã. Dưới gầm bàn thờ là một bó ngọn mía như muốn cho mọi điều ngon ngọt.

## Phần lễ
Khi vào lễ, bốn người trẻ tuổi ăn mặc chỉnh tề đội lễ từ bốn hướng đi về nơi được chọn làm lễ. Trên mâm lễ là gà luộc, bánh chưng, bánh mật, tiền vàng mã. Trong các mâm lễ người ta quan niệm phải có nam có nữ vì thế nhất thiết là các con gà trên mâm lễ có cả gà trống, gà mái. Thầy mo đọc bài cầu khấn trời đất cho mưa thuận gió hòa, mùa màng tốt tươi, bội thu, con cháu học hành thành đạt, nhà nhà no đủ. Cầu mong mọi sự bình yên, giảm đói nghèo.

## Phần hội
Tất cả mọi người cùng nhau tham gia các trò chơi dân gian kéo co, đẩy gậy, ném còn. Trong trò chơi ném còn người Dao quan niệm rằng nếu ai ném quả còn qua vòng đầu tiên trong lễ hội là người đó gặp nhiều may mắn trong năm.